# François-Xavier Nguyên Van Thuán
François-Xavier Nguyên Van Thuán, vietnamski rimskokatoliški duhovnik, škof in kardinal, * 17. april 1928, Huê, † 16. september 2002.

## Življenjepis
11. junija 1953 je prejel duhovniško posvečenje.
13. aprila 1967 je bil imenovan za škofa Nha Tranga in 24. junija istega leta je prejel škofovsko posvečenje.
24. aprila 1975 je bil imenovan za sonadškofa nadškofa Thành-Phô Hô Chí Minha in za naslovnega nadškofa Vadesijja; s sonadškofovskega položaja je odstopil 24. novembra 1994.
24. junija je postal predsednik Papeškega sveta za pravičnost in mir.
21. februarja 2001 je bil povzdignjen v kardinala in imenovan za kardinal-diakona S. Maria della Scala.